# Barranc de la Perera
El Barranc de la Perera, és un barranc de l'antic terme de Gurp de la Conca, actualment inclòs en el terme municipal de Tremp, al Pallars Jussà.
Es forma al nord-oest de la Roca de l'Espluga del Graller, a llevant del Serrat la Guàrdia. És al nord-oest del poble de Santa Engràcia, en els vessants nord-orientals de la Serra de Santa Engràcia. Baixa cap a l'est-sud-est, i s'aboca en el barranc de Fontfreda a l'altura del Bosc de Salàs.